# Saguling (Baregbeg)
Saguling is een bestuurslaag in het regentschap Ciamis van de provincie West-Java, Indonesië. Saguling telt 4082 inwoners (volkstelling 2010).